# Ullersdorf (Waldhufen)

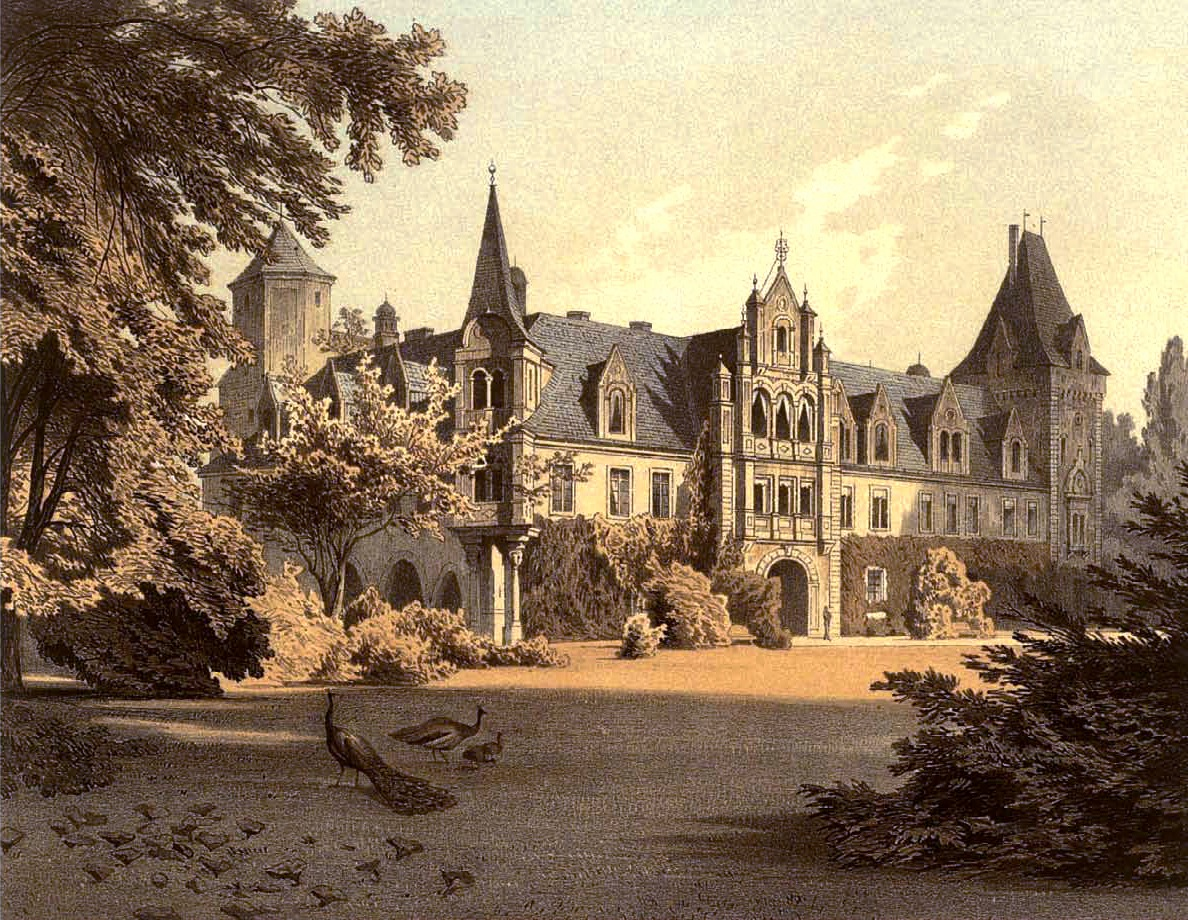
Das Ullersdorfer Schloss in der zweiten Hälfte des 19. Jh.

Ullersdorf ist eine ehemals eigenständige Ortschaft im Landkreis Görlitz und liegt in der Gemeinde Waldhufen. 1938 wurde der Ort zusammen mit Wilhelminenthal und Schäferei nach Jänkendorf eingemeindet und somit zu einem Ortsteil. 1994 wurde aus Jänkendorf und drei Nachbarorten die neue Gemeinde Waldhufen gebildet.

## Geografie und Bevölkerung
Ullersdorf liegt etwa sechs Kilometer südlich von Niesky nördlich der Königshainer Berge und grenzt direkt an Jänkendorf. Südlich befindet sich das Ullersdorfer Teichgebiet.
Von den 371 Einwohnern lebten 2011 305 in Familien und 66 allein. In den 104 Wohngebäuden des Ortes gab es insgesamt 197 eigenständige Wohnungen. Die Zahl der gemeldeten Haushalte betrug 174, das Durchschnittsalter der Bewohner 43,9 Jahre.

## Geschichte

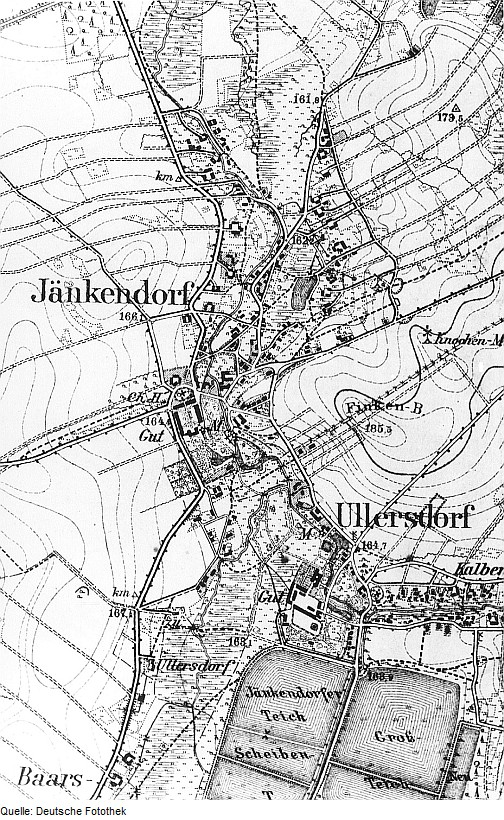
Ullersdorf und Jänkendorf, Karte von 1886

Der älteste von Besiedlung zeugende Fund auf dem Gebiet des heutigen Ortes ist eine Steinaxt, welche auf 5000 v. Chr. datiert wird. Sie wurde 1997/98 bei Renovierungsarbeiten im Keller des Gotthelfshofes (Försterei), eines der ältesten Häuser des Ortes, gefunden. Unklar ist, wie sie dorthin gelangte.
Weiterhin wurden mehrere Funde aus der Bronzezeit gemacht, so unter anderem Gewichte von Webstühlen und auch ein Urnengrab auf dem heutigen Gebiet des Nachbarortes Jänkendorf. Einige der Stücke wurden bereits in den 1870er und 1880er Jahren von einem Pfarrer namens Senf ausgegraben und detailliert beschrieben. Heute finden sich einige wenige Stücke noch in einem Museum in Bautzen.
Eine erste Erwähnung des Ortes im Zusammenhang mit Besitztumsverhältnissen ist auf das Jahr 1331 datiert. Damals gehörte das Ullersdorfer Gut bereits dem Adelsgeschlecht Nostitz, in dessen Besitz es über 500 Jahre bis 1843 bleiben sollte. Danach wurde es an die Grafen von Fürstenstein verkauft. Diese waren Eigentümer bis etwa 1930. Ab diesem Zeitpunkt erfolgte eine treuhandliche Verwaltung von Jänkendorf aus. Nach Kriegsende 1945 wurde das Land im Zuge der Bodenreform aufgeteilt. Das Ullersdorfer Schloss, welches den Krieg ohne größere Schäden überdauert hatte, war in der unmittelbaren Nachkriegszeit Unterkunft für Aussiedler aus Oberschlesien. Danach folgte eine Nutzung der Räume zur Viehhaltung. 1984 wurde das Schloss, an dem auch Friedrich August Stüler mitgewirkt hatte, zu Gunsten der Errichtung von Neubaublöcken gesprengt. In historischen Quellen als auch im alltäglichen Sprachgebrauch ist teilweise vom Rittergut die Rede, wobei damit wahlweise sowohl die gesamte Schlossanlage als auch nur die wirtschaftlichen Anlagen bezeichnet werden.
1758 verzeichnen die historischen Quellen eine Epidemie in Ullersdorf, der über 80 Menschen erlagen. Die Position des damals angelegten Friedhofs im Forst zwischen Ullersdorf und Kodersdorf ist noch heute bekannt, jedoch nicht ohne weiteres erkennbar und auch nicht weiter erforscht. Als Folge wurde im Ort ein Waisenhaus für rund 30 Kinder eingerichtet, die die Krankheit im Gegensatz zu ihren Eltern überlebten.

## Dorfkirche

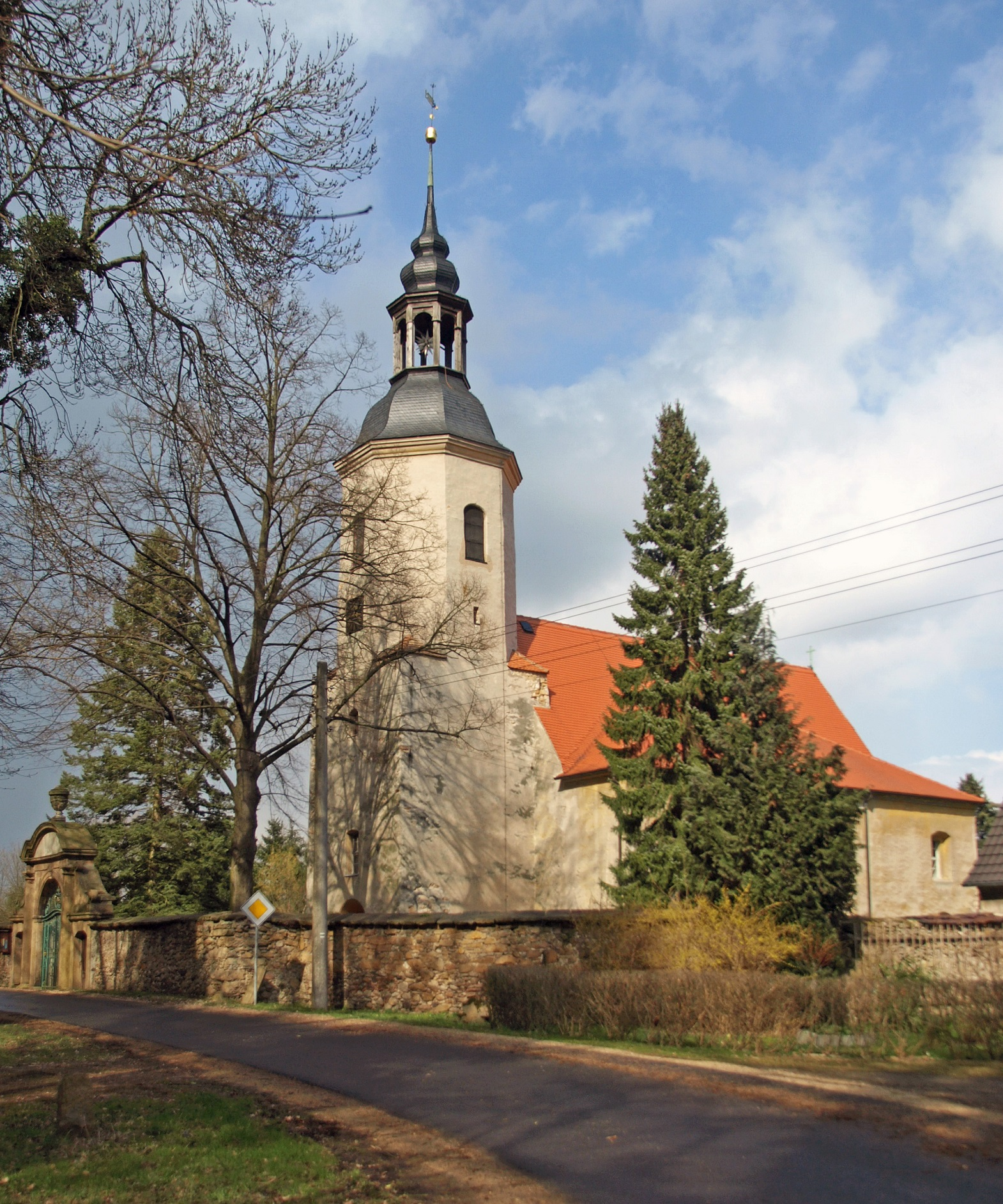
Die Kirche von der Südwestseite aus

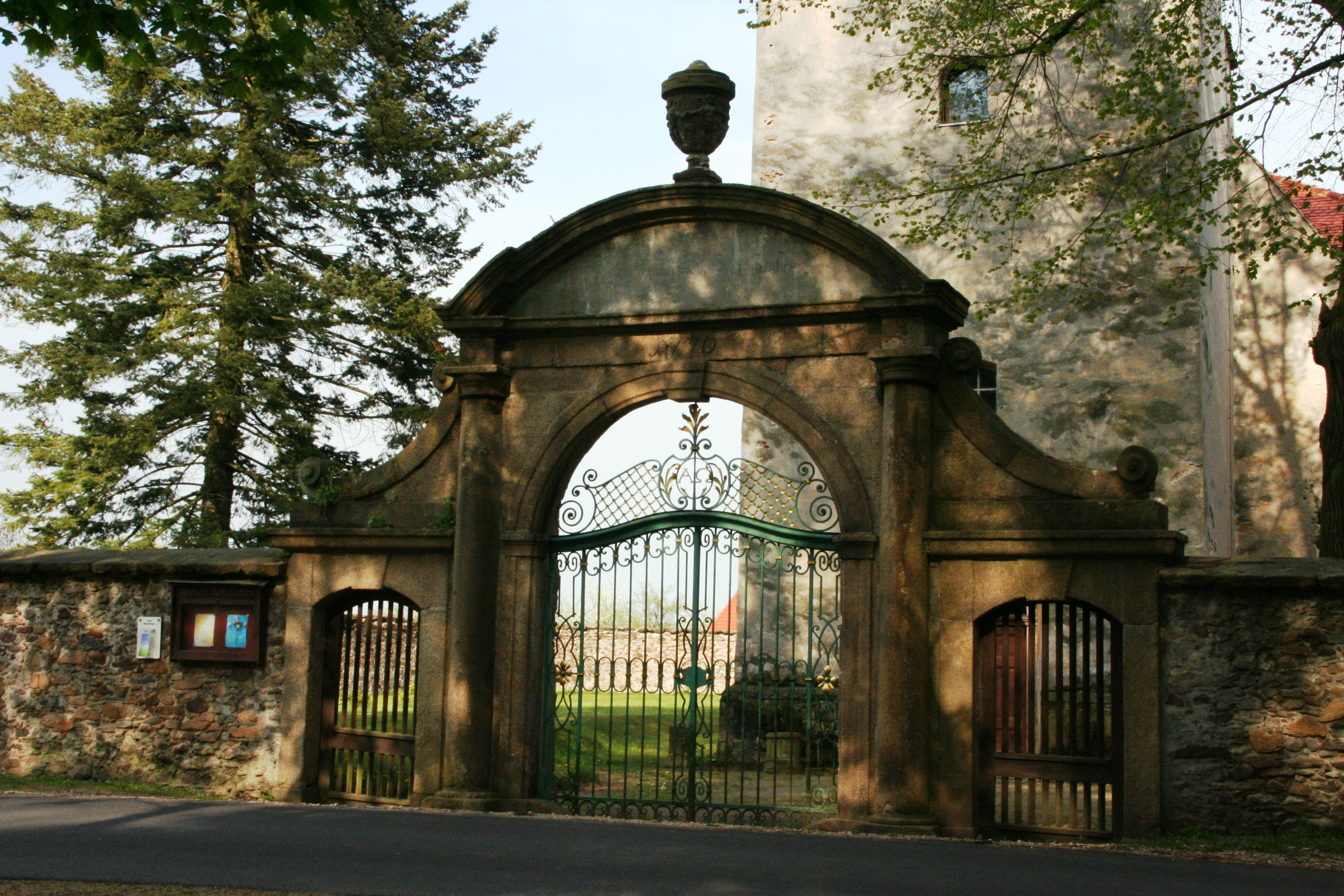
Eingangsportal aus Granit von 1776, Zustand von 2015

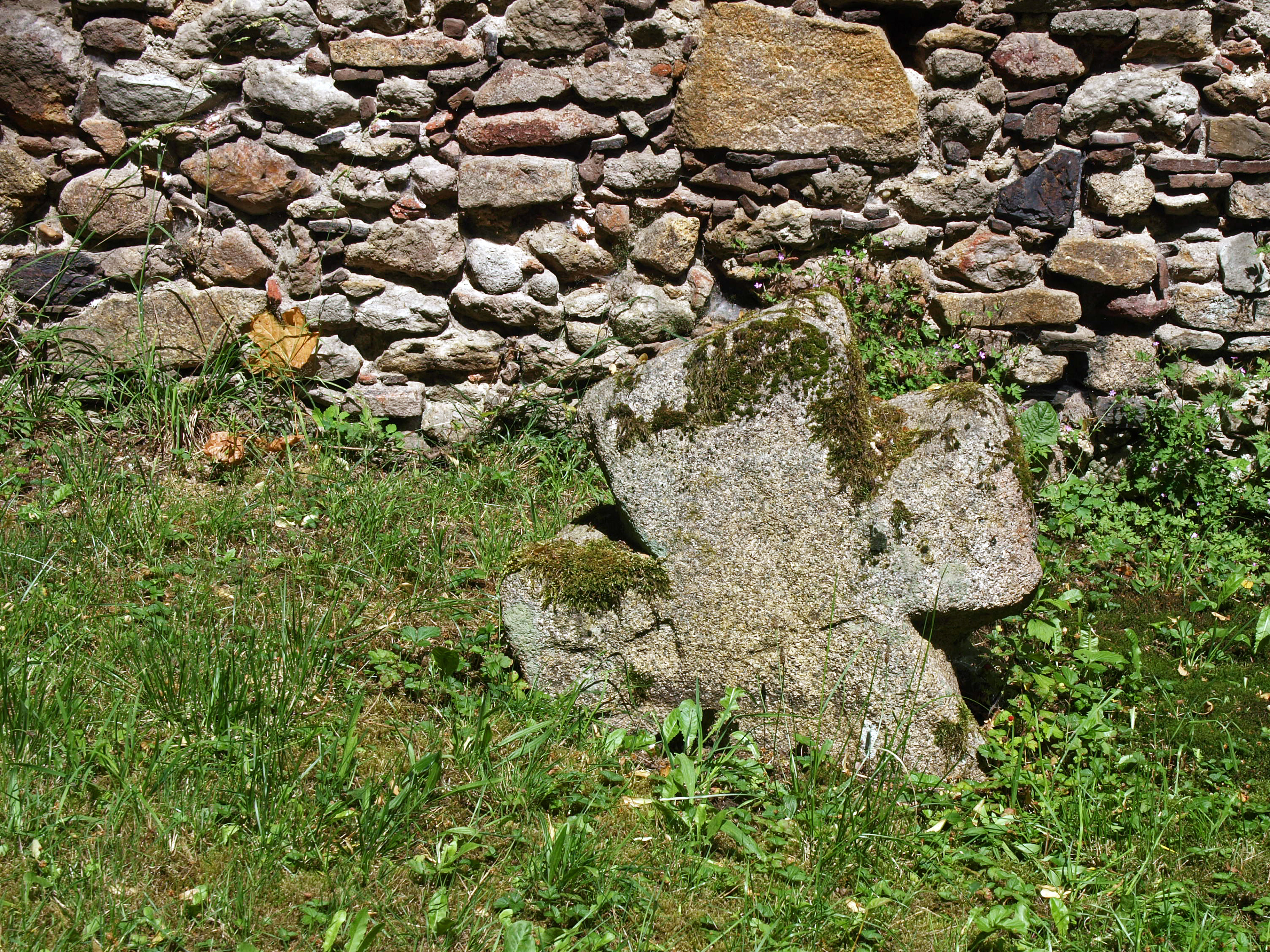
Das Sühnekreuz vor der Kirche, Zustand von 2014

Historisch besonders interessant ist die Ullersdorfer Georgskirche. Nachdem 1507 die Holzkapelle, welche sich vorher am Platz der heutigen Kirche befand, mitsamt dem Gasthaus abgebrannt war, errichtete man bis 1515 eine neue Kirche aus Stein. Der Kirchenbau war also ursprünglich katholisch geweiht. Bereits 1530 kam jedoch die Reformation nach Ullersdorf und die Kirche wurde evangelisch. In Jänkendorf sollte diese Wende erst 22 Jahre später stattfinden.
Das Kirchenschiff maß auch damals schon 14 × 30 Meter (ohne die Sakristei), war somit größer als jenes in Jänkendorf und blieb es auch bis zum Umbau der Jänkendorfer Kirche im Jahr 1801. Noch heute erhalten sind die originalen Mauern des Kirchengebäudes inklusive der Bemalungen aus jener Zeit. Der heutige Bauzustand des Gebäudes entspricht jenem von 1629/30. In diesen Jahren wurde die ehemals aus Holz geschaffene Decke des Kirchenschiffs durch eine steinerne Gewölbedecke ersetzt. Der Steinturm befindet sich seit 1676 an seinem Platz, der hölzerne Aufbau wurde mehrfach beschädigt oder ersetzt.
Im Innenraum der Kirche existieren noch heute viele Wandmalereien und ein Taufstein aus dem 16. Jahrhundert. Ein reich verzierter und bemalter Altar (1631) ist ebenso vorhanden wie die originale Fürstenloge, die heute als Winterkirche Verwendung findet. Als weitere Besonderheit sind auf der Innenseite der eisernen Sakristeitür mit Farbe die Namen aller Pfarrer der Kirche vermerkt, die dieses Amt seit 1619 bekleideten. Die Aufzählung wird auch heute noch fortgeführt.
Von 1720 bis 1740 erfolgte der letzte größere Eingriff in den Grundriss, in dieser Periode wurde der Südanbau des Kirchenschiffs errichtet. Die Mauer aus Bruchstein um das Kirchengelände entstand im Jahr 1776, aus diesem Jahr stammt auch das Granitportal mit dem original erhaltenen schmiedeeisernen Tor. Den Abschluss nach oben bildet eine Steinvase mit vier Engeln.
Der heutige Haupteingang der Kirche durch den Turm existiert erst seit 1873. Zuvor wurde die Kirche ausschließlich durch den noch vorhandenen Südeingang betreten. Im Turm befand sich in früheren Zeiten eine Gruft, die jedoch heute nicht mehr erhalten ist.
Die in den letzten Kriegstagen des Zweiten Weltkrieges im April 1945 stattfindenden Kampfhandlungen beschädigten auch die Kirche stark. Artilleriebeschuss zerstörte den Turm, das Dach des Kirchenschiffs wurde in Mitleidenschaft gezogen. Eine Notreparatur konnte erst 1948 begonnen werden, die Wiederherstellung des Turmes folgte in den 1950er Jahren. 1956 erhielt die Kirche neue Glocken aus Stahl, da die alten Glocken aus Bronze in den beiden Weltkriegen eingeschmolzen worden waren. Die einzig noch erhaltene Bronzeglocke aus Ullersdorf hängt heute als „Große Glocke“ in der Jänkendorfer Kirche. Ebenfalls 1956 wurde die Beseitigung der Kriegsschäden endgültig abgeschlossen.

## Weitere historische Stätten

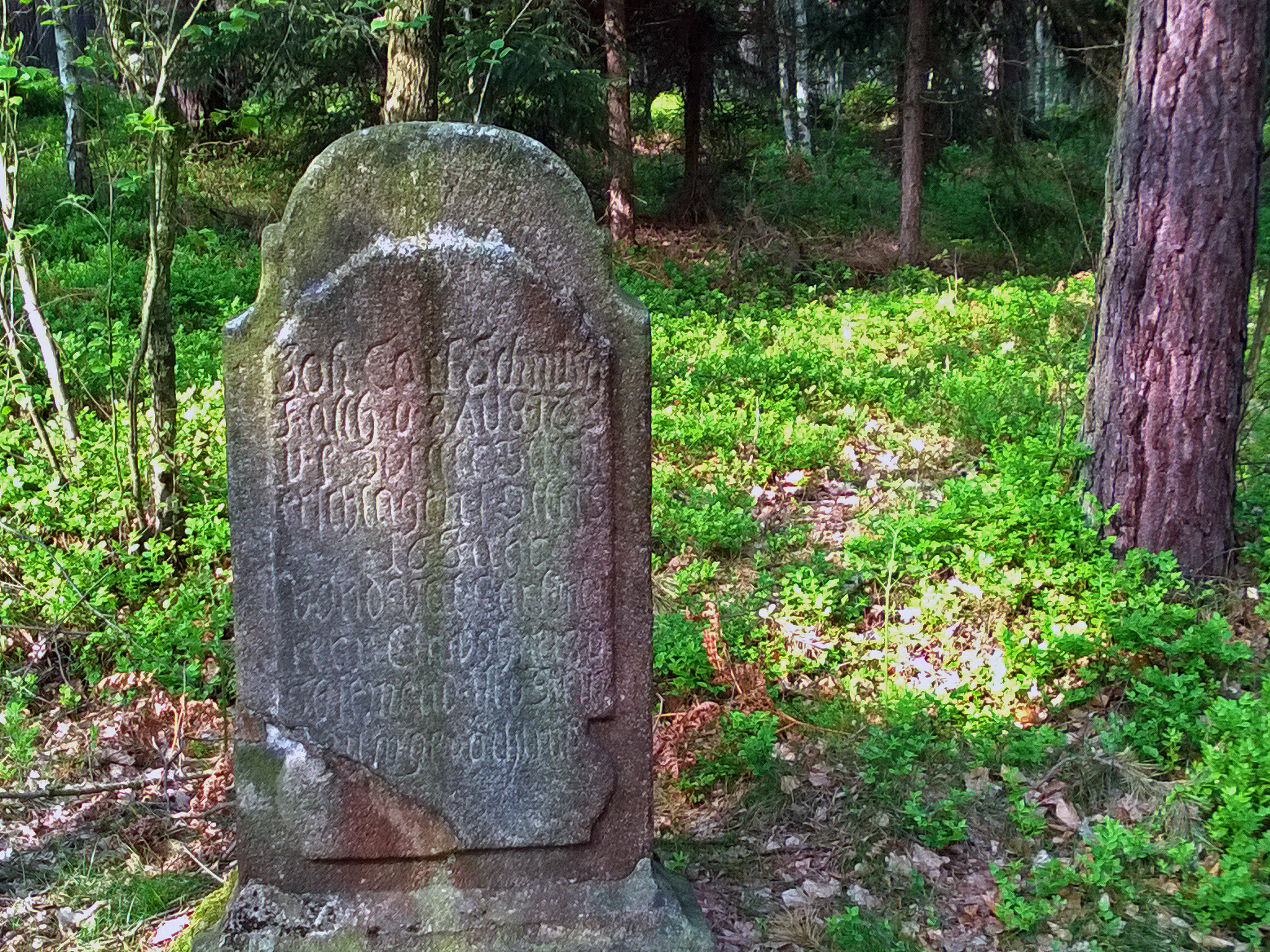
Gedenkstein für den 1753 vom Blitz erschlagenen Johann Carl Schmidt

Außerhalb der Kirchmauer, etwas südlich vom Portal, finden sich heute noch Reste eines Prangers sowie ein Sühnekreuz aus der Zeit von vor 1600.
Auf dem Gebiet der Siedlung Wilhelminenthal, historisch Ullersdorf-Feldhäuser, befindet sich der Galgenberg. Heute erinnert nichts mehr an die Hinrichtungsstätte, auf der im 17. Jahrhundert einige wenige Todesurteile vollstreckt wurden, welche im Zusammenhang mit Verbrechen in den umliegenden Dörfern standen.
An der Innenseite der Kirchenmauer findet sich ein reich verzierter Grabstein aus Sandstein für einen der Gutsverwalter von Ullersdorf, Martin Böhme. Dieser starb 1707 im Alter von 64 Jahren und wurde offenbar auf dem damaligen Friedhof innerhalb der Kirchenmauer beigesetzt.
Im Waldgebiet zwischen Ullersdorf und Thiemendorf sind zwei alte Gedenksteine erhalten geblieben. Zum einen ein kleines Denkmal für den Wildhüter Kruhl, welcher 1899 beim Füttern von Hirschen von diesen angegriffen und tödlich verletzt wurde. Zum anderen, ein Stück entfernt, ein Stein zum Gedenken an Johann Carl Schmidt, den im August 1753 an jener Stelle im Forst ein Blitz erschlug.